# Ophryophryne microstoma
Ophryophryne microstoma är en groddjursart som beskrevs av George Albert Boulenger 1903. Ophryophryne microstoma ingår i släktet Ophryophryne och familjen Megophryidae. Inga underarter finns listade i Catalogue of Life.
Enligt en revision från 2019 ska arten flyttas till släktet Megophrys. Detta groddjur har flera från varandra skilda populationer i sydöstra Kina, Vietnam, östra Thailand och östra Kambodja. Antagligen når arten även Laos och Myanmar. Individerna vistas i kulliga områden och i bergstrakter mellan 330 och 1200 meter över havet. Ophryophryne microstoma föredrar fuktiga skogar där den lever i och intill vattendrag. Den besöker även träskmarker. Exemplar som parade sig registrerades i Kambodja under oktober.
Beståndet hotas av skogarnas omvandling till jordbruks- och odlingsmark. Antagligen har Ophryophryne microstoma fortfarande en stor population. IUCN kategoriserar arten globalt som livskraftig.